# Franz Parrer
Franz Parrer (* 23. März 1875 in Mauer bei Wien; † 28. März 1944 in Küb, Niederösterreich) war ein österreichischer Politiker der  Christlichsozialen Partei (CSP).

## Ausbildung und Beruf
Nach dem Besuch einer dreiklassigen Volksschule ging er an eine Bürgerschule und bildete sich danach mit Privatstudien weiter. Er wurde Bauer und Gastwirt in Mannersdorf und verfasste zahlreiche Artikel über landwirtschaftliche Fragen.

## Politische Funktionen
- 1911–1918: Abgeordneter des Abgeordnetenhauses im Reichsrat (XII. Legislaturperiode), Wahlbezirk Österreich unter der Enns 52, Christlichsoziale Vereinigung deutscher Abgeordneter
- 1916–1918: Bürgermeister von Mannersdorf[2]
- 1918–1919: Abgeordneter zum Provisorischen Landtag von Niederösterreich

Er war auch Mitglied des Gemeinderates von Mannersdorf.

## Politische Mandate
- 21. Oktober 1918 bis 16. Februar 1919: Mitglied der Provisorischen Nationalversammlung, CSP
- 4. März 1919 bis 9. November 1920: Mitglied der Konstituierenden Nationalversammlung, CSP
- 10. November 1920 bis 1. Oktober 1930: Mitglied des Nationalrates (I., II. und III. Gesetzgebungsperiode), CSP